# AGM–78 Standard ARM
Az AGM–78 Standard ARM lokátorromboló rakéta, melyet a General Dynamics fejlesztett ki és gyártott, az Amerikai Egyesült Államokban. Eredetileg az Amerikai Haditengerészet fejlesztette ki a RIM–66 Starndard hajófedélzeti légvédelmi rakéta átalakításával, mert elégedetlen volt az AGM–45 Shrike rakéta kis hatótávolságával és robbanótöltetével, melyre a vietnámi háború alatt derült fény. A fegyvert később átvette az USAF is, továbbfejlesztésével hozták létre a MiG–25-ösök ellen szánt AIM–97 Seekbat nagy hatótávolságú légiharc-rakétát, mely nem került sorozatgyártásra. Izraelben Keres néven földi indítású változatát is rendszerbe állították. Ma már nem áll rendszerben, utódja az AGM–88 HARM.